# Eine Frau ohne Bedeutung (1936)
Eine Frau ohne Bedeutung ist ein deutsches Filmdrama von 1936 unter der Regie von Hans Steinhoff. Die Hauptrollen sind besetzt mit Gustaf Gründgens und Käthe Dorsch sowie mit Friedrich Kayssler, Hans Leibelt, Marianne Hoppe und Albert Lieven. Die Verfilmung beruht auf dem gleichnamigen Bühnenwerk von Oscar Wilde, Originaltitel: A Woman of no Importance.

## Handlung
Ende 19. Jahrhundert, englischer Landsitz Hunstanton Chase: Sylvia Kelvil, die Tochter des strengen Pfarrers Kelvil, arbeitet als Vorleserin bei Lady Patricia. Dort hat sie George Harford-Illingworth, Lady Patricias Neffen, kennengelernt und sich in den jungen Mann verliebt. Dieser erwidert ihre Gefühle auch, wird aber von seinem Vater, der eine Beziehung wegen des Standesunterschieds unterbinden will, nach Indien geschickt. Zuvor gab es zwischen Vater und Sohn eine erbittert geführte Auseinandersetzung, in der der alte Lord darauf bestand, dass sein Sohn sich nicht an eine Frau ohne jede Bedeutung binden könne. Sylvia ist zutiefst enttäuscht von der Haltung des Mannes, von dem sie ein Kind erwartet. Als der alte Illingworth ihr Geld anbietet, lehnt sie entrüstet ab. Da die junge Frau auch von ihrem unnachsichtig auf Ordnung und Disziplin bedachten Vater keine Hilfe zu erwarten hat, zieht sie ihren Sohn Gerald ganz allein groß.
Knapp zwanzig Jahre später kehrt George als Erbe seines inzwischen verstorbenen Vaters steinreich aus Indien zurück. Es macht die Runde, dass er viel Glück bei Frauen habe und außerdem in Indien ein riesiges Wasserkraftwerk erschaffen habe. Als er zu Besuch bei Lord und Lady Hunstanton weilt, lernt er Gerald kennen, ohne vorerst zu wissen, dass ihm sein Sohn gegenübersteht. Gerald ist mit Hunstantons Nichte Hester verlobt. Die beiden Männer verstehen sich auf Anhieb und Gerald zeigt sich sehr davon angetan, als George ihm den Vorschlag macht, mit ihm nach Indien zu gehen. Später kommt es jedoch zu einem Missverständnis zwischen beiden, als Gerald falsche Schlüsse zieht, als er George und Hester in einer freundschaftlichen Umarmung sieht und den älteren Mann daraufhin provoziert. Ein Duell scheint nun unausweichlich. Sylvia sieht nur noch einen Ausweg, sie gesteht ihrem Sohn, dass George sein Vater ist, was den jungen Mann erst einmal aus der Bahn wirft. Als er sich in seinem Zimmer einschließt und sogar Hester nicht öffnet, sucht Sylvia Georges Rat. Er bricht die Tür auf und bringt seinen Sohn dazu, über die Dummheit nachzudenken, die er mit dem Revolver anstellen wollte. Gerald beruhigt sich und fasst einen Entschluss, weder will er, wie angedacht und von seinem Vater erhofft, mit nach Indien gehen, noch will er bei seiner Mutter bleiben. Er will sich ein eigenes unabhängiges Leben aufbauen mit Hester, der Frau, die er liebt. George und Sylvia scheiden in Freundschaft voneinander.

## Produktionsnotizen und Hintergrund
Die Dreharbeiten fand im August/September 1936 in der Umgebung von Berlin und im Tobis-Atelier in Berlin-Johannisthal sowie im Jofa-Atelier in Berlin-Johannisthal statt. Es handelt sich um einen Hans Steinhoff-Film der Majestic-Film, Weltvertrieb: Tobis-Cinema-Film A. G., im Verleih der Tobis Europa Film A. G. Der zuständige Filmproduktionsleiter war Bruno Lopinski. Die Filmbauten stammten von Hans Sohnle und Otto Erdmann.
Der Film wurde am 26. Oktober 1936 im Capitol in Berlin uraufgeführt. In der DDR lief er als Erstausstrahlung am 26. September 1960 im DFF 1.
Eine Frau ohne Bedeutung hatte ursprünglich eine Länge von 2.222 Metern, was 81 Minuten entspricht, die geprüfte Fassung wies eine Länge von 2.168 Metern, gleich 79 Minuten auf. In einer Prüfung am 22. Oktober (B.43754) sprach die Zensur ein Jugendverbot aus. Nachdem der Film am 11. April 1951 ( 02705) erneut überprüft und uneingeschränkt freigegeben wurde, lautete das Urteil in einer FSK-Prüfung (02705) am 18. Januar 1984 „freigegeben ab 12 Jahren“ mit dem Vermerk „feiertagsfrei“.
Bei Entstehung des Films waren der seinerzeit 37-jährige Gustaf Gründgens und die damals 25-jährige Marianne Hoppe ein Ehepaar. Das Paar hatte am 19. Juni 1936 geheiratet.

## Kritik
Das Lexikon des internationalen Films befand: „Oscar Wildes elegantes gesellschaftskritisches Konversationsdrama erhielt zwar in der deutschen Filmfassung einen Beigeschmack von bürgerlichem Rührstück, weiß aber dank hervorragender Besetzung einigermaßen intelligent zu unterhalten.“
Karlheinz Wendtland kam zu dem Schluss, das der Film „viel lebendiger“ wirke als das Bühnenstück. Der Film „rück[e] die Vorgänge mehr in das Licht des menschlich Allgemeingültigen. Sehr eindrucksvoll [sei] die Szene, in der Lord Illingworth seinen Sohn Gerald zur Pflicht gegenüber seiner Mutter, gegenüber sich selbst und dem Leben aufruf[e].“ Zum Part Gründgens meine Wendtland, er führe „seine Anteile an den Dialogen vortrefflich“. Zur Verkörperung der Hester durch Marianne Hoppe führte Wendtland aus: „Das frohe, burschikose und kameradschaftliche Mädel Hester trägt zu dem feinsinnigen Spiel bei.“ Abschließend meinte er: „Diesem Ensemble muß ein großer schauspielerischer Erfolg bescheinigt werden. Alle Hauptdarsteller kamen vom Theater und fügten sich trefflich in das Medium Film ein. Nur Käthe Dorsch schien schwer über ihren Theaterschatten springen zu können.“
Wendtland nahm auch Stellung zu dem Vorwurf, mit diesem Film habe Hans Steinhoff, „das dekadente England geschmäht“, indem er befand, diese Kritik erreiche nicht „den richtigen Adressaten“, denn das habe „bereits der englische Autor Oscar Wilde selbst besorgt“.

## Auszeichnung
Der Film erhielt 1936 das Prädikat „künstlerisch wertvoll“.